# Czyprki (powiat ełcki)
Czyprki (niem. Cziprken, Czyprken, 1930–1945 Kolbitz) – wieś w Polsce położona w województwie warmińsko-mazurskim, w powiecie ełckim, w gminie Prostki.
W latach 1975–1998 miejscowość należała administracyjnie do województwa suwalskiego. Do 1975 wieś znajdowała się w granicach powiatu piskiego.
Wieś jest siedzibą sołectwa. 
Wieś znajduje się na terenie parafii rzymskokatolickiej pw. św. Szczepana w Rożyńsku Wielkim, 

## Historia
Czyprki – wieś powstała jako część Pomian, lokowanych w 1480 r. przez komtura Zygfryda Flacha von Schwartzburg dla Pawła Pomiana na 40 łanach na prawie magdeburskim, położonych między Zalesiem, Myszkami, Skrodzkimi, Różyńskiem i Kosinowem. W XV i XVI w. osada w dokumentach zapisywana pod nazwami: Zgirchky, Troian, Troyan. Na początku XVI wieku pojawiła się nazwa Czipreck, ostatecznie zaś ustaliła się forma Czyprken.
Z dóbr Pomiany powstały wsie Jebramki i Czyprki. Pomiany obejmowały dwa majątki: Czyprki i Jebramki (te ostatnie długi czas zwane były Pomianami). Czyprki liczyły 11 łanów z obowiązkiem jednej służby zbrojnej (w połowie XVI wieku wieś liczyła ponad 17 łanów), natomiast Jebramki obejmowały 29 łanów z obowiązkiem dwóch służb zbrojnych.
Czyprki wymieniane są po raz pierwszy w roku 1484, leżące przy granicy wsi Pogorzel Mała i określane mianem Zgirschky. Później wymieniane w nadaniu z 1507 r. dla Stańka i Jana Czyprków, którzy kupili 5 łanów nadmiaru przy Wolisku. W 1535 wolni z Czyprek zakupili nadmiar 1,5 łanowy. W tym czasie Czyprki należały do parafii ewangelickiej w Różyńsku. W 1857 roku Czyprki zamieszkiwały 132 osoby. 
W 1939 roku wieś liczyła 141 mieszkańców. W latach 80. XX wieku Czyprki zamieszkiwało 37 osób. W 2010 roku we wsi mieszkały 33 osoby.
W pobliżu wsi znajduje się mogiła z okresy I wojny światowej, w której pochowani są dwaj rosyjscy żołnierze.